# 遣新羅使
遣新羅使（けんしらぎし）は、日本が新羅に派遣した使節である。特に668年以降の統一新羅に対して派遣されたものをいう。779年（宝亀10年）を最後に正規の遣新羅使は停止された。

## 背景・前史
日本（倭国）は4世紀に新羅を「臣民」としたことが「広開土王碑」に見え、451年（元嘉28年）には宋から済が「使持節都督倭新羅任那加羅秦韓慕韓六國諸軍事安東大將軍倭國王」（『宋書』倭国伝）にされるなど、一定の交流関係があったことが推定されている。『日本書紀』によると、6世紀、新羅真興王に伽耶が滅ぼされるなど極度に緊張した日羅関係下にも、新羅から倭国へは任那の調の「朝貢使」や高句麗使の送使などを名目とした使者の派遣があり、倭国からも推古朝の草壁吉士磐金、皇極朝の草壁吉士真跡、高向博士黒麻呂などの新羅への派遣があったことが記録されている。
特に遣新羅使が頻繁に任命されるようになったのは、唐の進出により百済が滅亡し、白村江の戦いにより唐との関係が緊張してからである。このような状況の下、日本と唐は遣唐使を行うなどで関係改善しつつあったが、唐が日本を征伐するという風聞があったこと、668年に高句麗の宝蔵王が唐に投降（唐の高句麗出兵）したことで唐からの圧力が強まったことに危機感を覚えた新羅との利害が一致した。そこで、共同で対抗しようとする動きの一環として交流は頻繁になったとみられる。白村江の戦いにおいて日本と新羅との直接的な戦闘がほとんどなかったことなどから、日本側も受け入れやすかったと推定されている。日本側の目的としては、先進技術の収集のほかに、海外情勢の調査もあったと考えられている。

## 経緯
統一新羅からの第1回目の使者・金東厳の帰国に際しては、天智天皇から新羅の文武王に対して船1隻、絹50匹、綿500屯、韋100枚、大角干の金庾信にも内臣の中臣鎌足から船1隻が賜与されており、当時の朝廷の対新羅観を見ることが出来る。このころには新羅への留学僧が帰国後重用され、日本の律令官制の特徴である四等官への新羅官制の影響が認められるなど日羅関係は極めて良好であった。『三国史記』新羅本紀には孝昭王の698年（文武天皇2年）「三月、日本國使至。王引見於崇禮殿。」とあり、これが正しければ702年（大宝2年）の遣唐使より4年早く日本の国号が新羅に伝えられていたことになるが『日本書紀』と『続日本紀』に対応する遣新羅使の記載が無いと思われるため懐疑的な意見がある。文武天皇は703年（大宝3年）、孝昭王の死を知らせた新羅使・金福護を難波の館で饗応し、哀悼を表す詔を下している。
しかし両国関係は、朝鮮半島を統一し国家意識を高め、日本との対等な関係を求めた新羅に対して、日本があくまで従属国扱いしたことにより悪化した。『続日本紀』によれば、735年（天平7年）入京した新羅使は、国号を「王城国」と改称したと告知したため、日本の朝廷は無断で国号を改称したことを責め、使者を追い返した。しかし統一新羅になってからは「遣新羅使」の名称が示すとおり必ずしも日本への朝貢関係をとったとはいえない。このころ、渤海の成立を受け新羅と唐の関係が修復されてきており、渤海も日本へ遣日本使を派遣していることが関係していると見られている。翌736年（天平8年）には遣新羅大使の阿倍継麻呂が新羅へ渡ったが、外交使節としての礼遇を受けられなかったらしく、朝廷は伊勢神宮など諸社に新羅の無礼を報告し調伏のための奉幣をしており、以後しばらくは新羅使を大宰府に止めて帰国させ、入京を許さなかった。なお、阿倍継麻呂は新羅からの帰国途中に病死し、残された遣新羅使の帰国後、平城京では天然痘とみられる疫病が流行った。このことから、古くからこの疫病が新羅から持ち込まれたと信じられてきた（『続古事談』巻5・『塵添壒嚢鈔』巻5第23）。
752年（天平勝宝4年）、新羅王子金泰廉ら700余名の新羅使が来日し、朝貢した。この使節団は、奈良の大仏の塗金用に大量の金を持ち込んだと推定されている。朝貢の形式をとった意図は明らかではないが、唐・渤海との関係を含む国際情勢を考慮し極度に緊張していた両国関係の緊張緩和を図ったという側面と交易による実利重視という側面があると見られている。金泰廉は実際の王子ではないとする研究があり、王子の朝貢を演出することによってより積極的な通商活動を意図していたとも考えられている。
しかし翌753年（天平勝宝5年）には唐の朝賀で遣唐使大伴古麻呂が新羅の使者と席次を争い意を通すという事件が起こる。この年の遣新羅大使は、新羅で「日本国使至。慢而無礼。王不見之。乃廻。」（『三国史記』）と王（景徳王）に謁することが出来なかった。
この事件に関しては、唐側が冊封体制の根幹を揺るがす新羅から日本への朝貢の事実を認めることがあるのか（遣唐使自体、唐が日本の朝貢使と認識していた）という問題からそのまま事実として良いか疑問視する研究者もいる。新羅側から見れば、（唐の観点からすれば朝貢国とみなされている）日本が新羅に朝貢を要求している事実を唐側に通報すれば、日唐関係の断絶や唐による日本征討を求めることも可能だからである（ただし、唐が日本を滅ぼす事態になった場合、新羅も自国を唐に包囲される形になる不利益を被るためにそうした手段には出なかったと思われる）。
このような緊張関係のもと、759年（天平宝字3年）には恵美押勝が渤海との連携により軍船394隻、兵士4万700人を動員する本格的な新羅遠征計画（藤原仲麻呂の新羅征討計画）を立てたものの、国内政治情勢の変化や渤海側の事情の変化等により中止されている。
『日本後紀』によると、780年に正規の遣新羅使は停止され、以後は遣唐使の安否を問い合わせる使者が数度送られたのみとなった。

### 遣新羅使一覧
統一新羅時代のもの。この一覧は最も一般的な28回説を採用している。698年は半島側の『三国史記』にのみ記載されていると一般に考えられており、これ以前の9回（8回?）の使者は『三国史記』には全く記されていない。
| 回 | 派遣年 | 元号                | 正使名               | 天皇     | 新羅王 | 備考 | 出典                                   |
| -- | ------ | ------------------- | -------------------- | -------- | ------ | --- | -------------------------------------- |
| 1  | 668年  | 天智天皇7年         | 道守麻呂             | 天智天皇 | 文武王 | 吉士小鮪と共に、新羅使金東厳の帰国に同行。両国共に白村江の戦い以降の、国交回復を目的とした使節と考えられる。使用した船の建造記録と思われるものが『播磨国風土記』にある。 | 日本書紀                               |
| 2  | 670年  | 天智天皇9年         | 阿曇頬垂             | 天智天皇 | 文武王 | | 日本書紀                               |
| 3  | 675年  | 天武天皇4年7月      | 大伴国麻呂           | 天武天皇 | 文武王 | 副使は三宅入石。翌年2月に帰国。古麻呂は大伴御行や古麻呂（唐に二度渡航）の兄弟。 | 日本書紀 天武4年7月7日条               |
| 4  | 676年  | 天武天皇5年10月10日 | 物部麻呂（石上麻呂） | 天武天皇 | 文武王 | 小使は山背百足。壬申の乱で敗者側であった物部麻呂の政治復帰となる。この頃前後して両国間に頻繁に使者が行き交う。11月3日、入れ違いで金清平らが新羅から来日、23日には高麗（高句麗復興をめざす亡命政権）の使者を送って金楊原らが来日。物部麻呂らは翌年2月1日に帰国 | 日本書紀                               |
| 5  | 681年  | 天武天皇10年        | 采女竹羅             | 天武天皇 | 神文王 | 副使は当麻楯。681年7月に派遣。9月に帰国。同じ日に佐伯広足が遣高麗使に任命され、同じく9月に帰国し拝朝したとあるが、翌年5月に再び高麗に派遣。 | 日本書紀                               |
| 6  | 684年  | 天武天皇13年        | 高向麻呂             | 天武天皇 | 神文王 | 4月20日に拝命。翌年、学問僧の観常・雲観を伴い、新羅王の献上物を運び帰国 | 日本書紀                               |
| 7  | 687年  | 持統天皇元年        | 田中法麻呂           | 持統天皇 | 神文王 | 副使に守苅田。天武天皇の喪を伝達するために派遣されるも、新羅で孝徳天皇の崩御の際より格下の扱いを受けそうになったため詔を渡さず、689年正月に帰国。 | 日本書紀                               |
| 8  | 692年  | 持統天皇6年11月8日  | 息長老               | 持統天皇 | 孝昭王 | 翌年3月にも出発前の記事があり、神文王の死を知り孝昭王にお悔やみの品を与えるとある。 | 日本書紀                               |
| 9  | 695年  | 持統天皇9年7月      | 小野毛野             | 持統天皇 | 孝昭王 | 出発の記事はあり、副使の伊吉博徳と共に700年（文武天皇4年）以前に帰国したと見られるが、史料上は5年間消息不明。 | 日本書紀 持統9年7月26日条・9月6日条    |
| ?  | 698年  | 文武天皇2年         | 不明                 | 文武天皇 | 孝昭王 | 『三国史記』によれば日本国からの初の使者が3月に来て、王は崇礼殿で引見したという。2月に新羅使の金弼徳らが帰国した記事が『続日本紀』にあるが、彼らの貢物を諸社や天武天皇陵に納めながらお返しの記録は無く、送使の記載も無い。前年11月の来日時は大倭五百足ら4人（陸路2人、海（水）路2人）が筑紫で金弼徳を迎えている。 | 三国史記 新羅本紀 孝昭王7年3月条       |
| 10 | 700年  | 文武天皇4年5月      | 佐伯麻呂             | 文武天皇 | 孝昭王 | 10月に帰国し孔雀やその他の珍物を持ち帰る。 | 続日本紀 文武4年10月19日条             |
| 11 | 703年  | 大宝3年             | 波多広足             | 文武天皇 | 聖徳王 | 『三国史記』によると総勢204名。翌慶雲元年（704年）8月に帰国。 | 続日本紀                               |
| 12 | 704年  | 慶雲元年            | 幡文通               | 文武天皇 | 聖徳王 | 慶雲元年（704年）10月に拝命。翌年5月、新羅より帰国 | 続日本紀                               |
| 13 | 706年  | 慶雲3年             | 美努浄麻呂           | 文武天皇 | 聖徳王 | 8月に任命。副使は対馬堅石。翌慶雲4年（707年）義法ら留学学問僧を伴い帰国 | 続日本紀                               |
| 14 | 712年  | 和銅5年9月          | 道首名               | 元明天皇 | 聖徳王 | 10月に王に辞見、翌年8月に帰還 | 続日本紀 和銅6年8月10日条              |
| 15 | 718年  | 養老2年             | 小野馬養             | 元正天皇 | 聖徳王 | 9回の小野毛野の弟。養老2年3月20日に任ぜられ、翌養老3年（719年）2月に帰国したが3月には丹波守、丹後・但馬・因幡国按察使に任ぜられ同地に派遣。 | 続日本紀 養老3年2月10日条              |
| 16 | 719年  | 養老3年             | 白猪広成（葛井広成） | 元正天皇 | 聖徳王 | 7月11日に任じられる。翌養老4年（720年）5月10日に一族と共に白猪史から葛井連に改姓しているため、それ以前に帰国。 | 続日本紀                               |
| 17 | 722年  | 養老6年             | 津主治麻呂           | 元正天皇 | 聖徳王 | | 続日本紀                               |
| 18 | 724年  | 神亀元年            | 土師豊麻呂           | 聖武天皇 | 聖徳王 | | 続日本紀                               |
| 19 | 732年  | 天平4年             | 角家主               | 聖武天皇 | 聖徳王 | | 続日本紀                               |
| 20 | 736年  | 天平8年             | 阿倍継麻呂           | 聖武天皇 | 聖徳王 | 前年の新羅使が、国号を「王城国」と改称したと告知したため、日本は無断で国号を改称したことを責め、使者を追い返している。阿倍らは新羅へ渡るも外交使節としての待遇を受けられず。新羅の「欠常礼」を奏上。なお使節の翌天平9年（737年）の帰国と同時に都に疫病が流行。以降しばらくは新羅から日本への使者は大宰府止まりで、入京を許さなかった。大使の継麻呂は帰国途中の対馬国で疫病のため1月に客死。次男が随行しており、継麻呂と次男の渡航中の和歌が『万葉集』に収録されている。 | 続日本紀・万葉集（巻十五）             |
| 21 | 740年  | 天平12年            | 紀比登               | 聖武天皇 | 孝成王 | 3月に任命。同年10月には日本に帰還。 | 続日本紀                               |
| ?  | 742年  | 天平14年            | （不詳）             | 聖武天皇 | 景徳王 | 「不納」（新羅側受入拒否）（『三国史記』） | 三国史記                               |
| 22 | 752年  | 天平勝宝4年         | 山口人麻呂           | 孝謙天皇 | 景徳王 | （王と会わずに帰国か？） | 続日本紀 天平勝宝4年正月25日条         |
| 23 | 753年  | 天平勝宝5年         | 小野田守             | 孝謙天皇 | 景徳王 | 新羅で失礼を受けたためそのまま帰国。唐での同年正月の参賀の際の席次争いの影響か？「日本国使至。慢而無礼。王不見之。乃廻。」（『三国史記』）。この数年後、新羅征伐の計画が立案されるが政情により頓挫。小野田守はのち遣渤海大使をも勤める。 | 続日本紀 天平宝字4年9月16日条          |
| 24 | 779年  | 宝亀10年            | 下道長人（大宰少監） | 光仁天皇 | 恵恭王 | 2月に任命。済州島で捕らわれていた遣唐判官海上三狩ら一行を迎えるため緊急派遣。この頃、新羅国内は内戦に近い混乱状態であり、同年、新羅は日本への服属を象徴する御調(みつき)を携え使者を派遣。新羅からの難民・亡命者多数押し寄せ、日本はこれら「蛮国の人民」を受け入れている。下道長人らは三狩らを率いて7月には無事に大宰府に帰国。 | 続日本紀 宝亀10年7月10日条             |
| 25 | 799年  | 延暦18年4月         | 大伴峰麻呂           | 桓武天皇 | 昭聖王 | 4月に任命、5月停遣新羅使（派遣中止）。 | 日本後紀 延暦18年4月16日条・5月29日条  |
| 26 | 803年  | 延暦22年3月         | 斎部浜成（忌部浜成） | 桓武天皇 | 哀荘王 | 第18次遣唐使の派遣に先立って、唐の消息調査。3月16日任命、7月渡航。渡航に先立ち浜成は同3月に「忌部」から「斎部」に改姓。 | 日本後紀逸文（『古語拾遺』識語）       |
| 27 | 804年  | 延暦23年9月         | 大伴峰麻呂（岑萬里） | 桓武天皇 | 哀荘王 | 第18次遣唐使船の内、往路で行方不明となった2隻の消息調査 | 日本後紀 延暦23年9月18日条             |
| 28 | 836年  | 承和3年8月          | 紀三津               | 仁明天皇 | 興徳王 | 新羅に対し、当時難航していた約30年ぶりの遣唐使船の往復航路における、新羅漂着時の救助・送還を行うよう告諭。8月大宰府を出立。10月三津ら大宰府に帰還。12月に朝廷に対して報告するが、三津の失態と新羅の非礼が発覚。以降新羅に対しての使節は停止された。 | 続日本後紀 承和3年8月25日条・12月3日条 |

## 航路
遣新羅使のとった航路については正史にはほとんど記載がないが、736年（天平8年）の阿倍継麻呂大使の遣新羅使一行の詠んだ歌は万葉集巻十五の大半を占めているため、その行程がある程度分かっている。
一行は難波の津を船出した後、瀬戸内海を進み、途中風早浦（現東広島市）、倉橋島、分間浦（現中津市）などを経由し筑紫舘に到った。その後、韓亭（唐泊、能許亭、現能古島）、引津亭（現糸島市）から狛嶋亭（現神集島）に渡り、壱岐島、浅茅浦、竹敷浦（ともに現対馬市）を経て新羅へと向かっている。

## 移入された文物
新羅から移入された文物は、前述の金の他にも銀などの金属、高級織物、ラクダ、オウム、クジャクなどの珍しい動物もあった。また、正倉院宝物の鳥毛立女屏風の下張りに使われた『買新羅物解』を根拠に、香料、薬物、顔料、染料、器物、調度なども移入され、そのうち必要品を朝廷が確保した後、余剰品は希望者に払い下げられたとする見解がある。

## 外部サイト
- 外国派遣使節一覧 - ウェイバックマシン（2005年12月6日アーカイブ分）